# Vern-d'Anjou
Vern-d'Anjou est une ancienne commune française située dans le département de Maine-et-Loire, en région Pays de la Loire.
Le 28 décembre 2015, elle devient une commune déléguée au sein de la commune nouvelle d'Erdre-en-Anjou.

## Géographie
Commune angevine du Segréen, Vern-d'Anjou se situe au sud-est de Chazé-sur-Argos, sur les routes D 961, Sainte-Gemmes-d'Andigné / La Pouëze, D 216, Andigné, D 770, Angrie / Le Lion-d'Angers, D 73, Chazé-sur-Argos / Brain-sur-Longuenée, et D 51, Le Louroux-Béconnais.
La commune se situe sur les unités paysagères du plateau du Segréen et des plateaux du Haut-Anjou.

## Toponymie et héraldique

### Toponymie
Attestée sous les formes Decima de Ver, De Verno en 1126, Ecclesia de Ver en 1153, Apud Vernum en 1218, La ville de Vern en 1388, puis Vern-d'Anjou 1920 .
Le nom de la commune vient du gaulois Verno, du latin verna, « aulne » .
Ses habitants sont appelés les Vernois.

### Héraldique
| Blason de Vern-d'Anjou | Blason  | D'argent au vergne de sinople, à l'écusson du même chargé d'une bande d'or, brochant sur l'arbre en abîme ; le tout enfermé dans une bordure de gueules. |
| Blason de Vern-d'Anjou | Détails | Le statut officiel du blason reste à déterminer. |

## Histoire
Paroisse au XIIe siècle.
Vern-d'Anjou est située au confluent de deux ruisseaux qui, dans les temps anciens, favorisaient par leurs méandres et leur étalement en étangs, des zones humides et marécageuses.
Le testament de Beaudouin II de Vern en 1120 est conservé au cartulaire de l'abbaye du Ronceray à Angers. Le domaine de cette grande famille seigneuriale dépassait les limites de la commune vers Gené, Chazé-sur-Argos, La Chapelle-sur-Oudon, Le Louroux-Béconnais.
Cette puissante famille est établie « à la Cour » sur une très importante motte féodale malheureusement rasée par son propriétaire en 1969. Dans le même temps se développe au centre du bourg, auprès de l'ancienne église Saint-Gervais, un prieuré récemment restauré et de nombreux petits fiefs répartis dans la campagne.
Jusqu'à la Révolution, l'activité est essentiellement agricole. En 1793 et 1794, puis en 1815, Vern est troublé par les combats entre les chouans venus des communes voisines et les bleus, combats d'embuscades liés à la présence d'une garnison républicaine dans le bourg de Vern.
C'est à partir de 1825 que l'activité économique se développe, en l'occurrence l'agriculture, avec la création de fermes modèles notamment à la Lucière où M. de Falloux croise avec succès la race locale avec des taureaux anglais et contribue à créer la race maine-anjou. Le commerce et l'industrie sont actifs avec de nombreux fours à chaux, des briqueteries et des ardoisières. En 1866, on recense 14 moulins dont 10 à vent et 4 à eau. Avec cet essor économique qui entraîne une augmentation de la population (de 1 350 habitants en 1789 à 2 300 en 1866), 140 maisons sont bâties puis une nouvelle et importante église en 1870.
Très rapidement, cette activité florissante n'est plus rentable. C'est la décroissance rapide de la population jusqu'à 1 250 habitants en 1914. L'activité agricole redevient l'activité principale.
La commune fusionne en décembre 2015 au sein de la commune d'Erdre-en-Anjou.

## Politique et administration

### Administration municipale

#### Administration actuelle
Depuis le 28 décembre 2015 Vern-d'Anjou constitue une commune déléguée au sein de la commune nouvelle de Erdre-en-Anjou et dispose d'un maire délégué.
| Période          | Période                    | Identité          | Étiquette                         | Qualité |
| ---------------- | -------------------------- | ----------------- | --------------------------------- | --- |
| 28 décembre 2015 | mai 2020                   | Jean-Noël Béguier | DVD                               | |
| mai 2020         | 17 octobre 2020            | Yamina Riou       | LDIV                              | Cadre de mutuelle de santé et maire d'Erdre-en-Anjou |
| 18 octobre 2020  | 15 avril 2021              | Hubert Meslet     | Fonctionnaire non élu, mais nommé | Fait fonction de maire délégué en tant que président de la délégation spéciale nommée par la préfecture, tutelle, en raison de l'annulation des élections du 15 mars 2020 |
| avril 2021       | En cours (au 21 août 2021) | Dominique Ménard  |                                   | Agriculteur |

### Jumelages
- Tatsfield (Angleterre) depuis 1975

### Intercommunalité
La commune était membre de la communauté de communes de la région du Lion-d'Angers, elle-même membre du syndicat mixte Pays de l'Anjou bleu, Pays segréen.

## Démographie

### Évolution démographique
L'évolution du nombre d'habitants est connue à travers les recensements de la population effectués dans la commune depuis 1793. À partir du 1er janvier 2009, les populations légales des communes sont publiées annuellement dans le cadre d'un recensement qui repose désormais sur une collecte d'information annuelle, concernant successivement tous les territoires communaux au cours d'une période de cinq ans. 
Pour les communes de moins de 10 000 habitants, une enquête de recensement portant sur toute la population est réalisée tous les cinq ans, les populations légales des années intermédiaires étant quant à elles estimées par interpolation ou extrapolation. Pour la commune, le premier recensement exhaustif entrant dans le cadre du nouveau dispositif a été réalisé en 2005,.
En 2013, la commune comptait 2 317 habitants, en évolution de +20,43 % par rapport à 2008 (Maine-et-Loire : +3,3 %, France hors Mayotte : +2,49 %).
| 1793  | 1800  | 1806  | 1821  | 1831  | 1836  | 1841  | 1846  | 1851  |
| ----- | ----- | ----- | ----- | ----- | ----- | ----- | ----- | ----- |
| 1 432 | 1 152 | 1 074 | 1 459 | 1 600 | 1 513 | 1 634 | 1 758 | 2 079 |

| 1856  | 1861  | 1866  | 1872  | 1876  | 1881  | 1886  | 1891  | 1896  |
| ----- | ----- | ----- | ----- | ----- | ----- | ----- | ----- | ----- |
| 2 110 | 2 195 | 2 294 | 2 234 | 2 100 | 2 017 | 1 969 | 1 844 | 1 782 |

| 1901  | 1906  | 1911  | 1921  | 1926  | 1931  | 1936  | 1946  | 1954  |
| ----- | ----- | ----- | ----- | ----- | ----- | ----- | ----- | ----- |
| 1 706 | 1 690 | 1 675 | 1 462 | 1 437 | 1 434 | 1 402 | 1 298 | 1 310 |

| 1962  | 1968  | 1975  | 1982  | 1990  | 1999  | 2006  | 2010  | 2013  |
| ----- | ----- | ----- | ----- | ----- | ----- | ----- | ----- | ----- |
| 1 302 | 1 314 | 1 291 | 1 405 | 1 455 | 1 560 | 1 700 | 2 219 | 2 317 |

### Pyramide des âges
La population de la commune est relativement âgée. Le taux de personnes d'un âge supérieur à 60 ans (22,6 %) est en effet supérieur au taux national (21,8 %) et au taux départemental (21,4 %).
À l'instar des répartitions nationale et départementale, la population féminine de la commune est supérieure à la population masculine. Le taux (50,6 %) est du même ordre de grandeur que le taux national (51,9 %).
La répartition de la population de la commune par tranches d'âge est, en 2008, la suivante :
- 49,4 % d’hommes (0 à 14 ans = 20,6 %, 15 à 29 ans = 18 %, 30 à 44 ans = 21,1 %, 45 à 59 ans = 19,5 %, plus de 60 ans = 20,8 %) ;
- 50,6 % de femmes (0 à 14 ans = 20,2 %, 15 à 29 ans = 18,5 %, 30 à 44 ans = 20,8 %, 45 à 59 ans = 16,2 %, plus de 60 ans = 24,5 %).

| Hommes | Classe d’âge | Femmes |
| ------ | ------------ | ------ |
| 0,5    | 90 ans ou +  | 1,2    |
| 8,4    | 75 à 89 ans  | 10,2   |
| 11,9   | 60 à 74 ans  | 13,1   |
| 19,5   | 45 à 59 ans  | 16,2   |
| 21,1   | 30 à 44 ans  | 20,8   |
| 18,0   | 15 à 29 ans  | 18,5   |
| 20,6   | 0 à 14 ans   | 20,2   |

| Hommes | Classe d’âge | Femmes |
| ------ | ------------ | ------ |
| 0,4    | 90 ans ou +  | 1,1    |
| 6,3    | 75 à 89 ans  | 9,5    |
| 12,1   | 60 à 74 ans  | 13,1   |
| 20,0   | 45 à 59 ans  | 19,4   |
| 20,3   | 30 à 44 ans  | 19,3   |
| 20,2   | 15 à 29 ans  | 18,9   |
| 20,7   | 0 à 14 ans   | 18,7   |

## Économie
Sur 140 établissements présents sur la commune à fin 2010, 27 % relevaient du secteur de l'agriculture (pour une moyenne de 17 % sur le département), 9 % du secteur de l'industrie, 11 % du secteur de la construction, 40 % de celui du commerce et des services et 14 % du secteur de l'administration et de la santé.

## Culture locale et patrimoine

### Lieux et monuments

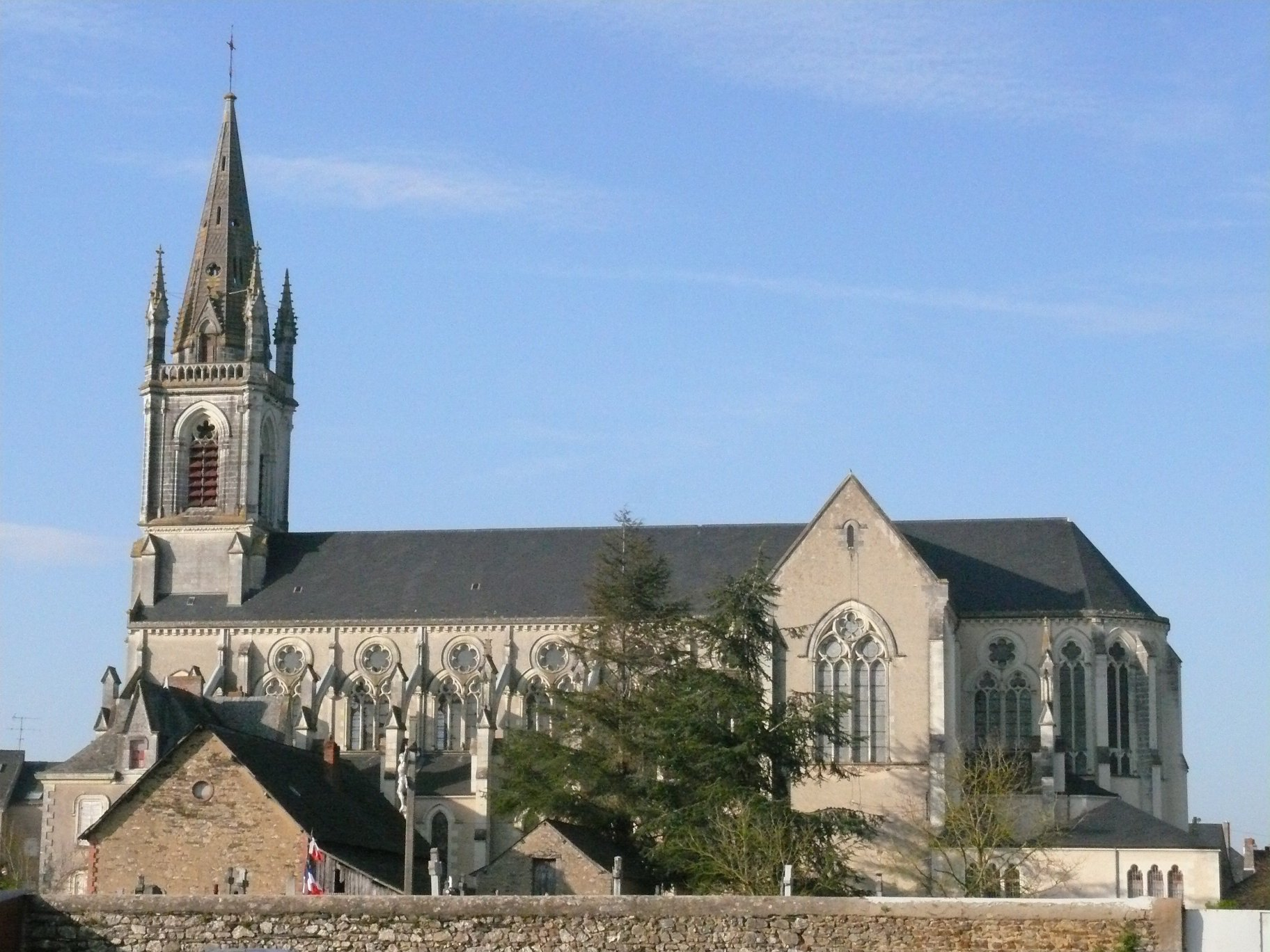
L'église Saint-Gervais-et-Saint-Protais.

- Ancien prieuré des XVe et XVIIe siècles : situé près de l'ancienne église détruite en 1875 à la place du centre bourg, construit en calcaire et tuffeau[17].
- Logis de la Lucière : manoir des XVe et XVIIIe siècles[17].
- Église Saint-Gervais-et-Saint-Protais : construite entre 1872 et 1875 selon les plans d'Alfred Tessier, constituée notamment de granit pour les socles, et de tuffeau pour les fenêtres, les voûtes, les arcs et la flèche ainsi que d'une charpente métallique. Le clocher et une partie du transept nord sont endommagés par des bombardements allemands en juin 1940 et réparés dès l'année suivante[18].

### Personnalités liées à la commune
- Aimée Allope[19]
- Louis Octave Mattei (1877-1918), sculpteur, graveur et médailleur français.
- Mickaël Pagis, né à Angers en 1973, ancien footballeur professionnel (attaquant du Stade rennais FC et de l'Olympique de Marseille), originaire de Vern-d'Anjou[20].